# 반모수 회귀
통계에서 반모수 회귀(Semiparametric regression)는 모델 매개변수가 부분적으로 주어진채로 시작하는 회귀 분석의 한 형태이다.

## 같이 보기
- 모수 회귀
- 비모수 회귀